# Функтор Ext
Функторы Ext — производные функторы функтора Hom. Они впервые появились в гомологической алгебре, где они играют центральную роль, например, в теореме об универсальных коэффициентах, но теперь они используются во многих разных областях математики.
Этот функтор естественным образом появляется при изучении расширений модулей.
Название происходит от англ. extension — расширение.

## Мотивировка: расширения модулей

### Эквивалентность расширений
Пусть A — абелева категория. Согласно теореме Митчелла о вложении, можно считать, что мы работаем с категорией модулей. Расширением объекта Z при помощи объекта X называется короткая точная последовательность вида
{\displaystyle 0\to X\to Y\to Z\to 0}.
Два расширения
{\displaystyle 0\to X\to Y\to Z\to 0}
{\displaystyle 0\to X\to Y'\to Z\to 0}
называются эквивалентными, если существует морфизм {\displaystyle g:Y\to Y'}, делающий диаграмму
{\displaystyle {\begin{matrix}0&\to &X&\to &Y&\to &Z&\to &0\\&&\downarrow \operatorname {id} &&\downarrow g&&\downarrow \operatorname {id} \\0&\to &X&\to &Y'&\to &Z&\to &0\end{matrix}}}
коммутативной, где {\displaystyle \operatorname {id} } — тождественный морфизм. Согласно лемме о змее, g является изоморфизмом.
Класс расширений Z при помощи X по модулю этого отношения эквивалентности образует множество, которое обозначают {\displaystyle \operatorname {Ext} ^{1}(Z,X)} и называют множеством классов расширений Z при помощи X.

### Сумма Баера
Если даны два расширения
{\displaystyle 0\rightarrow B\rightarrow E\rightarrow A\rightarrow 0}
{\displaystyle 0\rightarrow B\rightarrow E^{\prime }\rightarrow A\rightarrow 0}
можно построить их сумму Баера, рассмотрев расслоённое произведение над {\displaystyle A},
{\displaystyle \Gamma =\left\{(e,e')\in E\oplus E'\;|\;g(e)=g'(e')\right\}.}
Мы рассматриваем фактор
{\displaystyle Y=\Gamma /\{(f(b),0)-(0,f'(b))\;|\;b\in B\}},
то есть факторизуем по соотношениям {\displaystyle (f(b)+e,e')\sim (e,f'(b)+e')}. Расширение
{\displaystyle 0\rightarrow B\rightarrow Y\rightarrow A\rightarrow 0}
где первая стрелка отображает {\displaystyle b} в {\displaystyle [(f(b),0)]=[(0,f'(b))]}, а вторая отображает {\displaystyle (e,e')} в {\displaystyle g(e)=g'(e')}, называется суммой Баера расширений E и E'.
С точностью до эквивалентности расширений, сумма Баера коммутативна и тривиальное расширение является нейтральным элементом. Расширение, обратное к 0 → B → E → A → 0 — это то же самое расширение, в котором у одной из стрелок изменён знак, например, морфизм g заменён на -g.
Таким образом, множество расширений с точностью до эквивалентности образует абелеву группу.

## Определение
Пусть R — кольцо, рассмотрим категорию R-модулей R-Mod. Зафиксируем объект A категории R-Mod и обозначим через T функтор Hom
{\displaystyle T(B)=\operatorname {Hom} _{R}(A,B)}.
Этот функтор точен слева. Он обладает правыми производными функторами. Функторы Ext определяются следующим образом:
{\displaystyle \operatorname {Ext} _{R}^{n}(A,B)=(R^{n}T)(B)}.
В частности, {\displaystyle \operatorname {Ext} ^{0}=\operatorname {Hom} }.
Двойственным образом, можно использовать контравариантный функтор Hom{\displaystyle G(A)=\operatorname {Hom} _{R}(A,B)} и определить {\displaystyle \operatorname {Ext} _{R}^{n}(A,B)=(R^{n}G)(A)}. Определённые таким образом функторы Ext изоморфны. Их можно вычислить при помощи инъективной резольвенты B или проективной резольвенты A соответственно.

## Свойства
- Exti
R(A, B) = 0 при i > 0, если B инъективен или A проективен.
- Обратное утверждение также верно: если Ext1
R(A, B) = 0 для всех A, то Exti
R(A, B) = 0 для всех A и B инъективен; если Ext1
R(A, B) = 0 для всех B, то Exti
R(A, B) = 0 для всех B, и A проективен.
- {\displaystyle \operatorname {Ext} _{R}^{n}{\Bigl (}\bigoplus _{\alpha }A_{\alpha },B{\Bigr )}\cong \prod _{\alpha }\operatorname {Ext} _{R}^{n}(A_{\alpha },B)}
- {\displaystyle \operatorname {Ext} _{R}^{n}{\Bigl (}A,\prod _{\beta }B_{\beta }{\Bigr )}\cong \prod _{\beta }\operatorname {Ext} _{R}^{n}(A,B_{\beta })}
- {\displaystyle \operatorname {Ext} _{\mathbb {Z} }^{n}(A,B)=0} при n ≥ 2 для абелевых групп A и B.
- {\displaystyle \operatorname {Ext} _{\mathbb {Z} }^{1}(\mathbb {Z} /p,B)=B/pB} для абелевой группы B. Это может быть использовано для вычисления {\displaystyle \operatorname {Ext} _{\mathbb {Z} }^{1}(A,B)} для любой конечно порождённой абелевой группы A.
- Пусть A — конечно порождённый модуль над коммутативным нётеровым кольцом R. Тогда для любого мультипликативно замкнутого подмножества S, любого модуля B и любого n, {\displaystyle S^{-1}\operatorname {Ext} _{R}^{n}(A,B)\cong \operatorname {Ext} _{S^{-1}R}^{n}(S^{-1}A,S^{-1}B)}.
- Если R коммутативно и нётерово, и A — конечно порождённый R-модуль, то следующие утверждения эквивалентны для любого модуля B и любого n:
  - {\displaystyle \operatorname {Ext} _{R}^{n}(A,B)=0.}
  - Для каждого простого идеала {\displaystyle {\mathfrak {p}}} кольца R, {\displaystyle \operatorname {Ext} _{R_{\mathfrak {p}}}^{n}(A_{\mathfrak {p}},B_{\mathfrak {p}})=0}.
  - Для каждого максимального идеала {\displaystyle {\mathfrak {m}}} кольца R, {\displaystyle \operatorname {Ext} _{R_{\mathfrak {m}}}^{n}(A_{\mathfrak {m}},B_{\mathfrak {m}})=0}.